# Rettung der bulgarischen Juden
Die Rettung der bulgarischen Juden im März 1943 während der Zeit des Nationalsozialismus wurde durch den Einsatz der bulgarischen Politiker und Intellektuellen, der bulgarisch-orthodoxen Kirche, aber vor allem durch Massenproteste der Bevölkerung und mit der Zustimmung des bulgarischen Zar Boris III. möglich. Zeitgleich wurden von Bulgarien mehr als 12.000 Nansen-Pässe für Juden aus Europa erstellt.

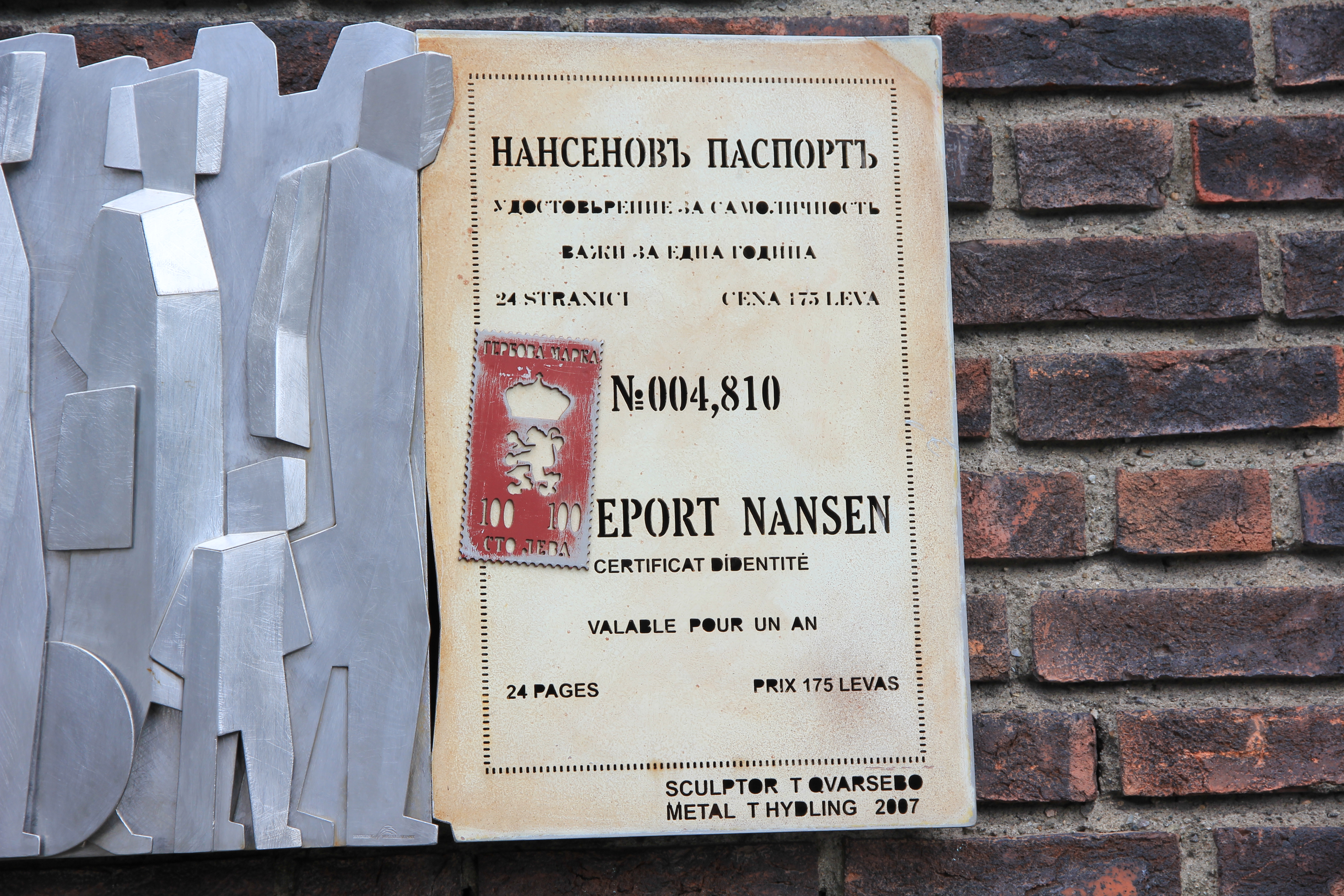
Ein von Bulgarien erstellten Nansen-Pass diente als Vorlage für das Fridtjof-Nansen-Memorial am Osloer Rathaus

## Historischer Kontext
Bulgarien wurde seit 1935 autoritär von Zar Boris III. geführt, dem ab 1938 ein Parlament mit eingeschränkten Vollmachten zur Seite stand. Die bulgarische Führung verfolgte zunächst eine Neutralitätspolitik, trat aber im März 1941 dem Dreimächtepakt bei und konnte seine Gebietsansprüche auf Thrakien, Makedonien und Pirot realisieren. Bulgarien bewahrte weitgehend seine Eigenständigkeit und stellt damit einen Sonderfall unter den mit dem Großdeutschen Reich verbündeten Staaten dar. Innenminister Petar Gabrowski und sein „Judenkommissar“ Aleksandar Belew entwarfen im Sommer 1940 ein erstes antisemitisches Gesetz: Das Gesetz zum Schutz der Nation sah die Registrierung von Juden sowie wirtschaftliche und politische Einschränkungen vor. Juden sollten aus öffentlichen Ämtern ausscheiden. Teile ihres Eigentums wurden eingezogen und eine Sondersteuer erhoben. Der Zugang zu einigen Berufen sollte eingeschränkt werden. Hierbei galt jemand nicht als Jude, wer zum Christentum übergetreten, mit Bulgaren verheiratet oder in den Militärdienst getreten war. Trotz hitziger Debatten und einer breiten Protestbewegung trat das Gesetz am 23. Januar 1941 in Kraft.
Derartige Gesetze und Verordnungen waren in der Region nicht neu, so hatte das Königreich Jugoslawien bereits 1939 ein eigenes antisemitisches Gesetz erlassen, welches sich auch auf die jüdische Bevölkerung in Vardar-Mazedonien erstreckte. Es verwehrte der jüdischen Bevölkerung jeglichen Handel und den Zugang zu höheren Schulen und Universitäten. Tausende Juden verloren dort so ihre berufliche Grundlage, noch bevor Bulgarien die Kontrolle über die Region übernahm. Auch wenn das Gesetz zum Schutz der Nation für ganz Bulgarien galt, gab es Unterschiede bei der Umsetzung. So waren alle Juden mit einer bulgarischen Staatsangehörigkeit von der Verfolgung geschützt. Einer Ausdehnung der bulgarischen Staatsangehörigkeit auf die jüdische Bevölkerung Vardar-Mazedoniens widersetzte sich jedoch Nazideutschland. Obwohl Bulgarien die Region faktisch besetzt hatte, erkannten die zuständigen deutschen Behörden nur die bulgarische Militärverwaltung, nicht aber die Zivilverwaltung an.
Gegen das Gesetz formte sich in der Bevölkerung Widerstand. So predigte der Metropolit von Sofia Stefan I., der spätere Exarch von Bulgarien, in seiner Kirche von der Gleichheit aller Menschen und dass niemand das Recht habe, Juden zu verfolgen und zu verletzen. Als der Judenstern in Bulgarien eingeführt wurde, sprach er bei Premierminister Bogdan Filow vor und rang ihm das Versprechen ab, dies gelte für konvertierte Juden nicht. Als Stefan dies schriftlich verbreitete, dementierte Filow und gab an, es habe sich lediglich um seine private Meinung gehalten. Dennoch erreichten Stefan I. zusammen mit dem Metropoliten Neofit von Widin, dass alle Anträge auf Konversion genehmigt wurden und diese Personen nicht mehr den Judenstern tragen mussten.
Im Juni 1942 forderte Martin Luther vom Auswärtigen Amt die bulgarische Regierung auf, der Deportation ihrer in Deutschland ansässigen Staatsangehörigen zuzustimmen, die rassistische Definition für „Jude“ nach deutschem Vorbild zu übernehmen und Ausnahmebestimmungen zu streichen. Am 26. August 1942 wurde durch Regierungsdekret das Kommissariat für Judenfragen (Комисарство по еврейските въпроси Komisasrstvo za evreiskite vuprosi, kurz KEV) eingerichtet, für das bis zu 160 Mitarbeiter beschäftigt waren. An der Spitze stand der Antisemit Alexander Belew, der das deutsche Begehren weitreichend umsetzte.
Die Kennzeichnung der Juden mit einem kleinen gelben Knopf im August 1942 war eine der zahlreichen diskriminatorischen Maßnahmen. Auch die Häuser und Betriebe sollten markiert werden. Zudem wurden Sachwerte der Juden eingezogen und ihr Geldvermögen auf Sperrkonten „sichergestellt“, ihre Rundfunkgeräte und Fahrräder konfisziert, die Berufsausübung wurde eingeschränkt und eine Dienstverpflichtung in separaten Arbeitskolonnen angeordnet. Eine Registrierung der Juden ergab, dass 51.500 in Altbulgarien und weitere 11.900 in den annektierten Gebieten lebten.
Im Oktober 1942 wurde das Auswärtige Amt erneut bei der „Judenfrage“ initiativ. Der deutsche Gesandte in Sofia, Adolf Heinz Beckerle, teilte dem Referat D III des Auswärtigen Amtes die prinzipielle Bereitschaft Bulgariens zur Deportation der Juden mit. Bei der Bestellung eines „Judenberaters“ waren Auswärtiges Amt und Reichssicherheitshauptamt gleichermaßen beteiligt. Im Januar 1943 nahm Theodor Dannecker seine Tätigkeit in Sofia beim Polizeiattaché Karl Hoffmann auf.
Zur Enttäuschung Walter Schellenbergs reagierte die bulgarische Regierung ausweichend. Im Kabinett bestehe noch keine einheitliche Zustimmung zu Deportationen, angeblich würden die Juden noch dringend zum Straßen- und Eisenbahnbau benötigt und der bulgarischen Bevölkerung würde das Verständnis fehlen. Während man auf höherer Ebene noch Vorbehalte machte, unterzeichneten Belew und Dannecker am 22. Februar 1943 ein Abkommen, bis Ende Mai 20.000 Juden „aus den kürzlich befreiten Territorien“ zu deportieren. Diese Einschränkung war angesichts der Zahlen – insgesamt lebten dort weniger als 12.000 Juden – nicht haltbar und wurde, nachdem das Kabinett am 2. März zugestimmt hatte, stillschweigend gestrichen. Damit war der Weg geebnet, auch Juden aus Altbulgarien zu deportieren.
Der bulgarische Innenminister erklärte sich bereit, 14.000 Juden aus Mazedonien und Thrakien auszuliefern, Belew wollte weitere 6.000 Juden aus Alt-Bulgarien beisteuern. Das Kabinett stimmte zu, sodass am 22. Februar ein Vertrag darüber zustande kam. Nach dem 2. März begannen die Deportationen aus den besetzten Gebieten von Skopje aus bzw. über Lom und dann per Schiff über die Donau.

## Rettungsaktionen
Die Vorbereitungen für die Deportation der Juden aus den „alten Grenzen“ Bulgariens begannen am 3. März 1943 in einer Reihe von Provinzstädten mit Verhaftungen auf der Grundlage von Listen, die vom Kommissariat für Judenfragen erstellt worden waren. Damit wurde deutlich, dass sich die Aktion entgegen dem Kabinettsbeschluss nicht auf Juden aus den vereinnahmten Gebieten beschränkte, sondern auch Juden bulgarischer Staatsangehörigkeit in Altbulgarien umfasste. Im Gegensatz zu den Juden in Mazedonien und Thrakien konnten die Verhafteten vielerorts auf die Hilfe bulgarischer Freunde zählen. Zahlreiche Einzelpersonen, Kirchenvertreter, Schriftsteller wie auch Jako Baruh vom illegalen zionistischen Zentrum versuchten zu intervenieren oder öffneten ihre Türen für die Verfolgten.
Die Verhaftungen der Juden in Kjustendil begannen am 7. März 1943. Am 8. März beschloss eine Delegation von 40 Personen, nach Sofia zu reisen, um sich für ihre jüdische Mitbürger einzusetzen. Letztlich fuhren nur vier von ihnen in die bulgarische Hauptstadt: der Rechtsanwalt Iwan Momtschilow, der pensionierte Professor Wladimir Kurtew, der Kaufmann Assen Suitschmesow und der örtliche Abgeordnete Petar Michalew. Sie trafen sich mit dem ebenfalls aus Kjustentil stammenden Dimitar Peschew. Peschew, ein bulgarischer Rechtsanwalt und zudem Vize-Parlamentspräsident, lud die vier ein, ihn am Nachmittag nach ihrer Ankunft in Sofia in der Nationalversammlung zu treffen. Zusätzlich bat er um ein Treffen mit dem Premierminister Bogdan Filow, das ihm verweigert wurde. An Stelle von Filow wurde er,  zusammen mit einer Delegation von sieben weiteren Abgeordneten, vom Innenminister Petar Gabrowski empfangen. Dieser leugnete zunächst, Informationen über die Verhaftungen zu haben, gab aber auf Drängen seiner Besucher schließlich telefonisch die Anweisung, die Verhaftungen zu stoppen und die bereits Verhafteten freizulassen.

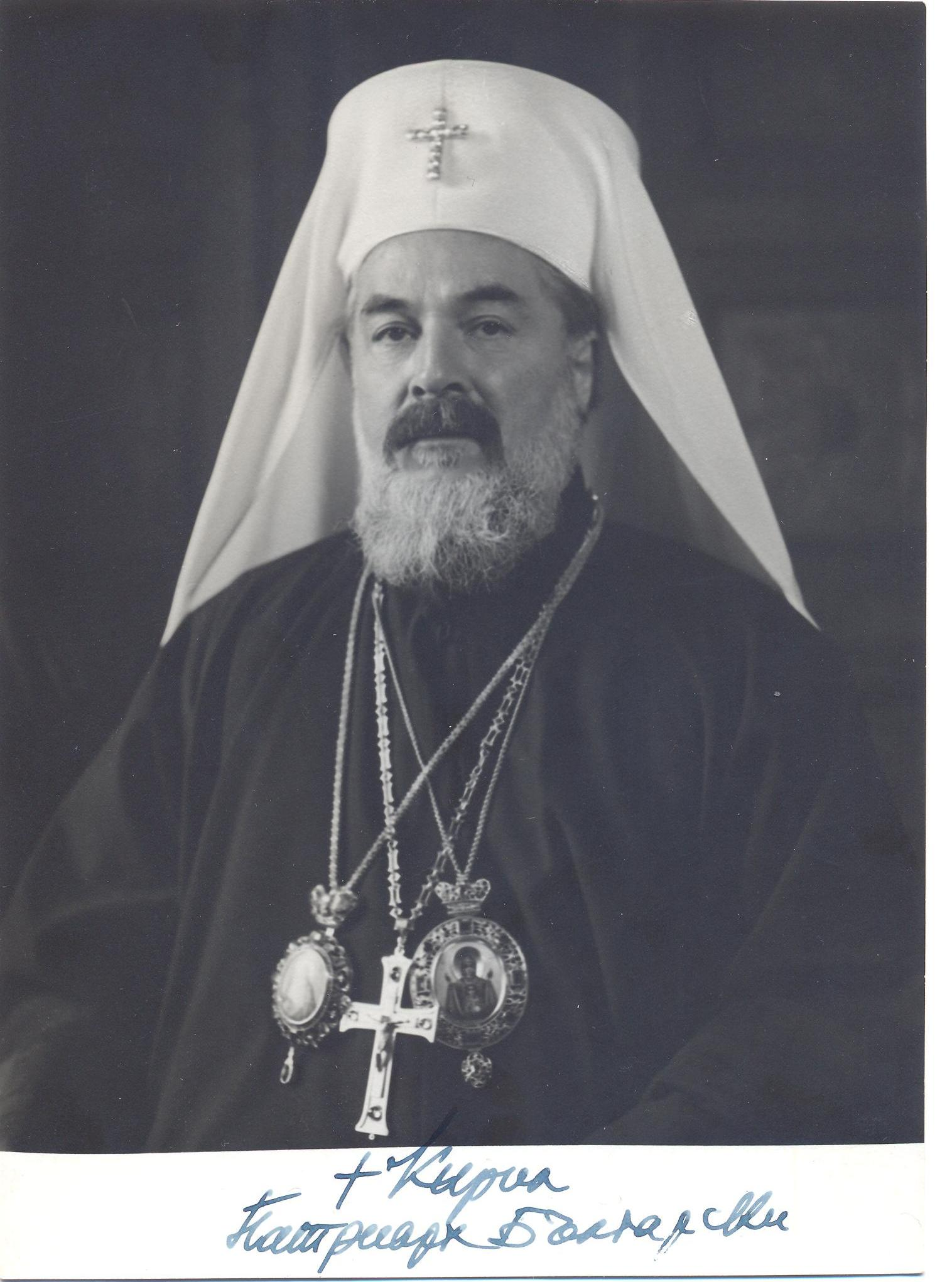
Der Metropolit von Plowdiw, Kiril (ca. 1930)

In anderen Städten des Landes verliefen die Ereignisse ähnlich, aber mit unterschiedlichem Erfolg. Der Metropolit von Plowdiw, Kyrill, der spätere Patriarch, setzte sich bei den örtlichen Behörden für die Juden von Plowdiw ein und bot sein Haus als Zufluchtsort an. Hintergrund war eine großangelegte Deportation von etwa 600 jüdischen Personen, die zum Teil aus Westthrakien stammten und die am 10. März stattfinden sollte. Die Personen wurden verhaftet und in einer jüdischen Schule festgehalten. Kiril wurde am frühen Morgen darüber informiert und sandte ein Protesttelegramm an Zar Boris. Zusammen mit seinen Anhängern suchte er die Schule auf und verhinderte, dass die jüdischen Personen deportiert wurden. Unter anderem kündigte er an, sich persönlich auf die Gleise zu legen, um eine Abfahrt zu verhindern. In Sofia setzten sich viele Persönlichkeiten des öffentlichen Lebens bei Freunden und Verwandten in Regierungskreisen für die Juden ein. Für die jüdischen Bewohner von Dupniza, die unter Hausarrest gestellt worden waren, setze sich der Metropolit von Sofia, Stefan I. ein. Erneut sprach er bei Filow für die Belange der Juden vor und konnte so erreichen, dass der Hausarrest aufgehoben wurde. Im selben Jahr setzte er sich für die Juden im Sofioter Stadtviertel Jutch Bunar ein, die von der nationalistischen Jugendorganisation Brannik verfolgt wurden.
Die Deportationen aus den Territorien, die von Bulgarien während des Zweiten Weltkriegs besetzt waren, liefen planmäßig bis zum 29. März 1943 weiter. 11.343 Juden, 7122 aus Mazedonien und 4221 aus Thrakien, wurden in das Vernichtungslager Treblinka deportiert. Die dortige Bevölkerung widersetzte sich nicht wie in den Gebieten des Vorkriegs-Bulgarien. Zur selben Zeit erklärten die Briten bei einem britisch-amerikanischen Gipfeltreffen in Washington, D.C., sie seien angesichts der Vorgänge in Bulgarien bereit, Juden in Palästina aufzunehmen. Ein entsprechender Vorschlag wurde über die Berner Botschaft übermittelt. Erst angesichts weiterer militärischer Erfolge entfaltete der alliierte Druck jedoch eine Wirkung.
Bestärkt durch den anfänglichen Erfolg, verfasste Dimitar Peschew ein Manifest zur Beendigung der antisemitischen Maßnahmen. Es enthielt den Hinweis, dass die Vertreibung letztlich zum Tode führen würde. Er konnte weitere 42 Parlamentarier überzeugen, das Dokument zu unterzeichnen. Dieses Manifest überreichte Peschew am 19. März 1943 dem Premierminister. Die Proteste weiteten sich in der Volksversammlung aus, es fand sich jedoch keine Mehrheit gegen den Regierungskurs. Am 24. Mai 1943 fand in der Hauptstadt eine große öffentliche Demonstration zur Verteidigung und Unterstützung der bulgarischen Juden statt. Peschew trat am 26. März nach einer öffentlichen Erklärung von seinem Amt zurück.
Zu denen, die Einfluss auf Zar Boris III. nahmen, für die Juden zu intervenieren, gehörte auch der katholische Nuntius Angelo Roncalli, der spätere Papst Johannes XXIII., der lange Apostolischer Delegat von Bulgarien war. Er war der Patenonkel des Sohnes von Boris III.

## Ende der Deportationen
Bei einem Besuch Boris’ III. in Berlin, der im April 1943 stattfand, betonte Joachim von Ribbentrop die Notwendigkeit einer weitergehenden radikalen Lösung, während der bulgarische Zar behauptete, mindestens 25.000 arbeitsfähige Juden für wichtige öffentliche Arbeiten zurückhalten zu müssen. Judenkommissar Belew entwarf einen stufenweisen Deportationsplan, der in einem ersten Schritt die Aussiedlung von 16.000 Juden aus Sofia vorsah, und zwar entweder „aus Gründen der Sicherheit“ nach Polen oder aber in die Provinz. Der Zar stimmte nur der letztgenannten Version zu, die allerdings eine spätere „radikale Lösung“ nicht ausschloss. Am 24. Mai 1943 intervenierte die bulgarisch-orthodoxe Kirche. Stefan I. von Sofia empfing eine Delegation von Vertretern der jüdischen Gemeinde, wandte sich sogleich an Zar Boris III. und verlangte, jegliche Deportationen auszusetzen. Am selben Tag setzte er sich auch öffentlich für die Juden ein und hielt dazu vor der Alexander-Newski-Kathedrale eine Ansprache. Die Vertreibung der Juden aus Sofia wurde jedoch fortgesetzt.
In einem Brief vom April 1943 an seine Vorgesetzten hielt Karl Hoffmann, deutscher Polizeiattaché in Bulgarien, fest, seitens der Bevölkerung seien weder die ideologischen noch die „rassischen Voraussetzungen“ für eine Unterstützung der Deportationen gegeben. Der Gesandte Beckerle schrieb, man müsse die bulgarische Mentalität, den Mangel an ideologischer Stärke, ihr Unverständnis gegenüber Antisemitismus berücksichtigen und solle die bulgarische Regierung nicht zu sehr unter Druck setzen. Nur ein deutscher Sieg könne nachhaltig wirken.
Nach dem plötzlichen Tod Boris’ III. am 28. August 1943 wurde das Kabinett umgebildet. Die juristischen Restriktionen blieben bestehen, wurden aber nicht verschärft. Mit dem Vormarsch der Roten Armee schwand der deutsche Einfluss. Am 31. August 1944 hob das – abermals umgebildete – Kabinett alle die Juden betreffenden Gesetze und Erlasse auf. Nachdem die Rote Armee in Bulgarien eingedrungen war, erklärte die neue Regierung am 9. September Deutschland den Krieg. Fast alle der 50.000 bulgarischen Juden aus dem Altreich waren gerettet. Ab Mai 1948 verließen mehr als 40.000 von ihnen Bulgarien und siedelten sich in Israel an.

## Deutungen
Hans-Heinrich Hoppe stellt dar, dass die Bulgaren seit Jahrhunderten eng mit anderen Nationalitäten und Minderheiten wie Türken, Griechen, Armeniern, Roma und Juden zusammenlebten und daher bis auf Splittergruppen keine antisemitischen Vorbehalte hatten. Die bulgarische Führung übernahm die deutsche Judengesetzgebung nur halbherzig und nur so lange, wie sie Schutz vor der Sowjetunion und Erfüllung ihrer territorialen Wünsche erwarten konnte.
Die Proteste der politischen Opposition hätten nur begrenzt Wirkung gezeigt. Entscheidend für die Umstimmung der Regierung seien die massiven Proteste der bulgarischen Gesellschaft gewesen. Zur Änderung der Regierungspolitik, dem Aufschub der Deportationen, habe auch die geschwächte deutsche Position sowie die Publizität im westlichen Ausland, insbesondere bei den Alliierten, beigetragen.
Die Enzyklopädie des Holocausts, die auf dem Forschungsstand ante 1993 stehen geblieben ist, hält die Frage, wem die Rettung der 50.000 Juden zu verdanken sei, für „noch offen“. Die offizielle Version versuche, den Kommunisten die Tat zuzuschreiben. Diese Version sei nicht zu belegen. Einer der Vertreter der bulgarischen Juden, Benjamin Arditi, behauptet, Zar Boris habe sich im März und Mai 1943 gegen ihre Deportation entschieden. Auch dieses sei dokumentarisch nicht bewiesen.
In ihrer 2004 abgeschlossenen sozialwissenschaftlichen Dissertation gibt Rossitza Ivkova einen Überblick über die nach 1990 erschienen bulgarischen Forschungsergebnisse. Viele der Autoren fokussieren auf die Frage, welcher Einzelperson die Rettungstat zuzuschreiben sei. Bar-Zohar bezeichnet den Zaren Boris III. als Retter, weil er im entscheidenden Moment seine Politik geändert und die Deportation der altbulgarischen Juden verhindert habe. Nissim nennt Dimitar Peschew als wichtigste Person im Entscheidungsprozess. Aber auch dem Patriarchen Stefan und dem KPD-Parteichef Todor Schiwkow wird die Rettungstat zugeschrieben.
Seit dem Ende der neunziger Jahre hat sich die Debatte in Bulgarien und in Israel von der „Rettung der bulgarischen Juden“ auf das Thema „Deportation der neubulgarischen Juden“ und die Verantwortung der staatlichen Organisationen dafür verlegt. Rossitza Ivkova hält die verbreiteten Erklärungsmuster, nach denen Bulgarien in den neuen Gebieten machtlos gewesen sei und deutschem Druck nachkommen musste, angesichts der Quellen für nicht zutreffend.  Diese Juden seien vielmehr zur Deportation freigegeben worden, weil sie als Gefahr für die Sicherheit und für das bulgarische Regime angesehen wurden. Die neubulgarischen Juden seien zum Opfer einer generellen ethnonationalistischen Politik geworden, die als ihr Hauptziel einen großbulgarischen Staat anstrebte und Minderheiten vertreiben wollte.
Im 2018 erschienene Band 13 der Quellenedition VEJ wird die lange Zeit vorherrschende Einschätzung relativiert, wonach sich Bulgarien erfolgreich der Forderung widersetzt habe, die Juden an das Deutsche Reich auszuliefern. Zwar überlebten 49.000 Juden aus dem bulgarischen Kernland, doch überstellten die Bulgaren 11.300 Juden aus den von ihnen besetzten Gebieten. Die jüdische Bevölkerung sei als „eine Art Verhandlungsmasse“ benutzt worden, um Unterstützung bei den eigenen Gebietsansprüchen zu erhalten. Der „Mythos einer Nation der Retter“ werde von bulgarischen Historikern hinsichtlich der bulgarischen Verantwortung für die Initiierung und Umsetzung der Verfolgungsmaßnahmen sowie der Deportationen aus den besetzten Gebieten erst neuerdings kritisch hinterfragt.
Der Historiker Daniel Siemens wies darauf hin, dass Bulgarien im März 1943 den Abtransport von 11.343 Juden aus Makedonien und Thrakien erlaubte (diese Gebiete gehörten erst seit 1941 zu Bulgarien). Für das Sperren gegen die Deportation der im bulgarischen Kernland ansässigen Juden sieht er drei Gründe: Anfang 1942 hätten sich Details über den Holocaust herumgesprochen, was Proteste in der bulgarischen Regierung ausgelöst habe. Außerdem sei die deutsche Niederlage vor Stalingrad Anfang Februar 1943 von der bulgarischen Regierung als Wendepunkt des Krieges angesehen worden, was eine Suche nach anderen Optionen opportun erscheinen ließ. Zudem hätten weitere Deportationen verhindert, dass Bulgarien „seine“ Juden selbst ausbeuten und ausrauben konnte.
Die Forschung wird auch dahingehend erschwert, da das gesamte bulgarische Staatsarchiv bis 1944 mit der Okkupation des Landes durch die Sowjetunion, als Kriegsbeute nach Moskau gebracht wurde und bis dato nicht zugänglich ist.

## Juden aus anderen europäischen Ländern
Mit der Unterstützung der bulgarischen Königin Johanna stellte der italienische Botschafter in Sofia italienische Pässe und Transitvisa für die in Bulgarien lebenden Juden ausländischer Nationen aus. Der bulgarische Zar Boris III. half Tausenden Juden von der Slowakei, Transitvisa für Palästina zu bekommen.

## Erinnerung
Im Dezember 1983 wurde in der Staatlichen Kunsthalle Berlin die Ausstellung Rettung der bulgarischen Juden gezeigt, in Zusammenarbeit mit der Neuen Gesellschaft für Bildende Kunst.
2000 drehte der US Regisseur Jacky Comforty den Dokumentarfilm The Optimists. The Story of the Rescue of the Jews in Bulgaria über die Rettung.